# 高木丈太郎
髙木 丈太郎（たかぎ じょうたろう、1927年（昭和2年）4月10日 - 2016年（平成28年）3月5日）は、日本の実業家。三菱地所取締役社長、日本空手道松濤會理事長等を歴任した。

## 人物・経歴
東京生まれ。1950年中央大学経済学部卒業後、三菱地所入社。三菱重工本社ビル爆破事件では管理部長として、事態収拾の指揮を執った。1987年社長、1994年会長、1997年相談役、2015年名誉顧問。
この間、1994年から2014年まで日本ビルヂング協会連合会会長、1994年から2015年まで東京ビルヂング協会会長、同名誉会長などを歴任した。また大学入学と同時に空手部に入部し、後に日本空手道松濤會理事長兼松濤館館長も務めた。
2016年心不全のため厚生中央病院で死去。同年正四位。梅窓院で葬儀が行われ、ロイヤルパークホテルで杉山博孝同社社長主催でお別れ会が開催された。

## 著書
- 『空手道要諦』講談社、2011年。ISBN 978-4062171403